# Мерроу
Мерроу (ирл. muruch) — морское мифическое существо в ирландской мифологии схожее с морской девой или водяным. Термин имеет гиберно-английское происхождение. Согласно некоторым фольклорным источникам, мерроу имеют волшебный головной убор, позволяющий им обходиться без воздуха во время плавания.
Мерроу фигурируют как минимум в двух сказках, опубликованных в XIX веке, их действие происходит в Ирландии. «Леди Голлеруса» повествует о зеленоволосой мерроу, что выходит замуж за местного жителя из графства Керри, который, в свою очередь, забирает её «волшебную красную шапочку». В сюжете сказки «Души в клетках» гротескный мерроу-мужчина (мерман) с зелёным телом знакомится с рыбаком, а позже приглашает его в свой подводный дом.
Эти сказки, снабжённые комментариями были впервые опубликованы в сборнике «Сказочных легенд» Т. К. Крокера (1828 г.) Позже Уильям Батлер Йейтс и другие исследователи британского фольклора пользовались этим сборником.
Ряд других терминов на ирландском языке, использующихся для обозначения русалки или морской девы, восходят к средневековым мифологическим трактатам Ирландии. Среднеирландский мурдучанн — это похожее на сирен существо, с которым столкнулись легендарные предки ирландцев согласно «Книге захватов».

## Этимология названия
Современные фольклористы рассматривают мерроу как термин гиберно-английского происхождения, производный от ирландского «muruch» (среднеирландское «murdhuchu» или «murduchann»), что означает «морской певец» или «сирена».
Согласно Крокеру, термин «мерроу» транслитерировался из современного ирландского «moruadh» или «moruach», которое преобразовалось в muir («море») + oigh («горничная»). Это гэльское слово могло также обозначать «некое морское чудовище», и Крокер заметил, что оно родственно корнуоллскому «morhuch» («морская свинья»). Йейтс добавил «murrughach» в качестве альтернативного оригинала, поскольку это слово также является синонимом термина «морская дева».
Соответствующий термин в шотландском диалекте — «morrough», происходит от ирландского, без оригинальной шотландской гэльской формы.
Среднеирландский «murduchann», от «muir» + «duchann» («пение, песня»), пение которого завлекало моряков был более характерен для сирен античной мифологии и был перенят в ирландскую литературу через «Одиссею» Гомера.

## В фольклоре
Второй том Томаса Крокера «Сказочные легенды» (1828) заложил основу фольклорного описания мерроу. Братья Гримм немедленно перевели его на немецкий язык. Материал Крокера о мерроу был в значительной степени перефразирован такими писателями, как Томас Кейтли, Джон О'Хэнлон и Уильям Батлер Йейтс. Образ мерроу, согласно интерпретациям этих авторов XIX века, сводится к следующему.

### Общее описание
Мерроу схожа со стереотипной морской девой: наполовину великолепной красоты женщина выше пояса, а нижняя часть тела — туловище и хвост рыбы, покрытые чешуёй с зеленоватым оттенком. Также у неё зелёные волосы, за которыми она аккуратно ухаживает с помощью расчёски. Между пальцами есть небольшая перепонка, белая нежная плёнка, напоминающая «кожицу между яйцом и скорлупой».
Говорят, что она имеет скромный, ласковый, нежный и доброжелательный характер, считается что мерроу может испытывать привязанность к людям, вплоть до сообщений о любовных отношениях и смешанных браках. Согласно поверьям, один из таких союзов имел место в Бантри, потомство от такой связи имело чешуйчатую кожу и перепонки между пальцами рук и ног. Через несколько лет, проведённых на суше, они стремились вернуться в море. Их естественные инстинкты преодолевали любовные узы, которые могли сформироваться с родной семьёй. Для того, чтобы не допустить таких импульсивных действий, некая «волшебная шапочка», которая позволит им в полной мере жить в море, должна храниться у мужа хорошо спрятанной от его жены-мерроу.
О'Хэнлон упоминал, что мерроу могут сбрасывать свою шкуру, чтобы превращаться в других, более красивых существ. Но в книге Крокера эта характеристика приписывается не всем мерроу, а только мерроу Шетландских островов, что роднит их с шелки, которые также могли избавляться на нужное им время от тюленьей шкуры, чтобы побыть в человеческом обличии.
Йейтс утверждал, что мерроу выходят на берег «превращёнными в телят». Один зашедший в тупик от такого странного утверждения исследователь предположил, что оно является экстраполяцией предположения фольклориста Патрика Кеннеди о том, что настоящих морских коров могут привлекать пастбища на прибрежных лугах.
Также известно, что девушки-мерроу заманивают молодых людей под воду, где впоследствии мужчины живут в заколдованном состоянии. В то время как мерроу-девушки были очень красивыми, мерроу-мужчины, напротив, считались уродливыми. Этот факт потенциально объясняет желание мерроу искать себе мужей на суше. Известно, что музыку и песни мерроу можно услышать из самых дальних глубин океана, а звук перемещается по поверхности. Мерроу танцуют под свою музыку, будь они на берегу или же в море.

### Мерроу-мужчина
В то время как большинство историй о мерроу связаны с существами женского пола, история об ирландском водяном содержится в сказке «Души в клетках», опубликованной в антологии Томаса Крокера. По сюжету, мерроу-мужчина захватывал души утонувших моряков и запирал их в клетках в своём подводном доме. Позже сказка была признана образцом фейклора, современным вымышленным произведением художественной литературы (адаптацией немецкой сказки), хотя Томас Кейтли, признавший фальсификацию, утверждал, что по чистой случайности подобные истории действительно были распространены в графствах Корк и Уиклоу.

### Основное
- Thomas Crofton Croker, Thomas Crofton. The Merrow // Fairy Legends and Traditions of the South of Ireland. — John Murray, 1828. — Vol. Part II. — P. 3–84.
- Thomas Keightley, Thomas. The Fairy Mythology: Illustrative of the Romance and Superstition of various Countries. — new revised. — H. G. Bohn, 1850. — P. 370, 527ff.
- Stephanie Kickingereder, Stephanie (2008). The Motif of the Mermaid in English, Irish, and Scottish Fairy- and Folk Tales (PDF) (Mag. Phil.). Universitat Wien. pp. 48–.
- Meyer, Kuno, ed. (1885), Cath Finntraga, Clarendon Press, pp. 77–78, 106, ISBN 9780404639549 {{citation}}: Указан более чем один параметр |editor= and |editor-last= (справка)
- O'Hanlon, John (1870), VII: The Merrow-maiden and the Merrow-man, Irish folk lore: traditions and superstitions of the country, pp. 56–59 {{citation}}: Указан более чем один параметр |author= and |last= (справка)
- O'Donovan, John, ed. (1856), Annals of the Kingdom of Ireland, vol. 1 (2 ed.), Hodges, Smith, and Co., p. 201 {{citation}}: Указан более чем один параметр |editor= and |editor-last= (справка)
- Yeats, William Butler (1888), Fairy and Folk Tales of the Irish Peasantry, W. Scott {{citation}}: Указан более чем один параметр |author= and |last= (справка)

### «Старина мест»
- The Metrical Dindsenchas: Part III / Edward Gwynn. — 1913. — Vol. X. — P. 190–193.
- O'Reilly, Edward; O'Donovan, John, eds. (1864), An Irish-English Dictionary (new revised ed.), Duffy {{citation}}: Указан более чем один параметр |editor1= and |editor1-last= (справка); Указан более чем один параметр |editor2= and |editor2-last= (справка)
- Stokes, Whitley, ed. (1892), The Bodleian Dindsenchas, Folk-lore, 3: 489–490 (#23) {{citation}}: Указан более чем один параметр |editor= and |editor-last= (справка)
- ——, ed. (1894), The Rennes Dindsenchas, Revue Celtique, 15: 294–295 (#5), 432–434 (#42) {{citation}}: Указан более чем один параметр |editor= and |editor-last= (справка)
- ——, ed. (1895), The Rennes Dindsenchas, Revue Celtique, 16: 31–33 (#81) {{citation}}: Указан более чем один параметр |editor= and |editor-last= (справка)
- O'Curry, Eugene, ed. (1863), The Fate of the Children of Tuieann, Atlantis, 4: 190, note3, 235– {{citation}}: Указан более чем один параметр |editor= and |editor-last= (справка) (III. Note on the River Ailbhine gives text and translation of Book of Ballymote version, followed by notes).